# Pseudoterpna obscura
Pseudoterpna obscura är en fjärilsart som beskrevs av Bubacek 1926. Pseudoterpna obscura ingår i släktet Pseudoterpna och familjen mätare. Inga underarter finns listade.